# Лантош, Михай

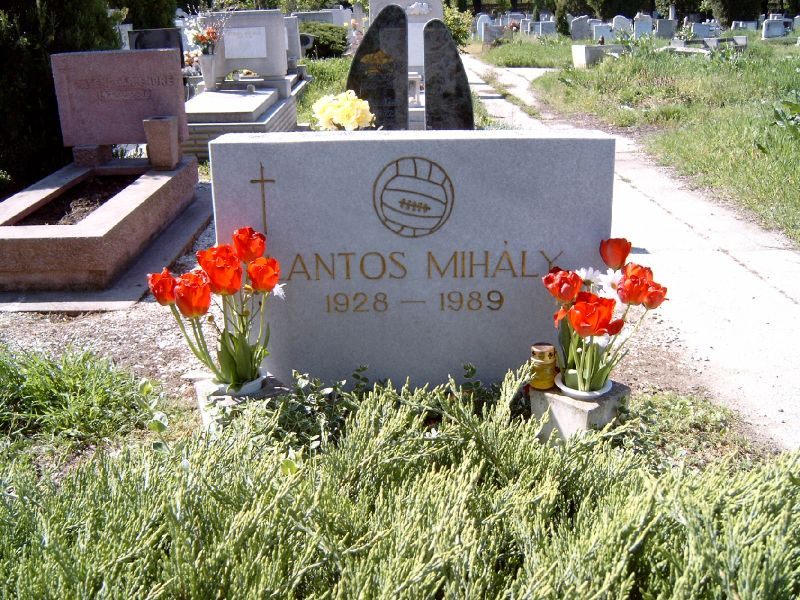
Могила Лантоша

Ми́хай Ла́нтош (венг. Lantos Mihály; 29 сентября 1928, Будапешт, Венгрия — 31 декабря 1989, там же), при рождении Ми́хай Ле́нденмайер (нем. Mihály Lendenmayer) — венгерский футболист, защитник сборной Венгрии, тренер.

## Клубная карьера
В 1948 году Лантош начал играть за МТК. В 1949 году, когда Венгрия стала коммунистическим государством, МТК передали под начало Управления государственной безопасности и клуб впоследствии несколько раз менял своё название. Изначально он стал называться «Текстильз», затем «Бастия», позже «Вёрёш Лобого», и, наконец, вернул название МТК. Несмотря на эту неопределённость, 1950-е годы стали успешной эрой для клуба под руководством тренера Мартона Букови, в команде играли Нандор Хидегкути, Петер Палоташ и Йожеф Закариаш. МТК и Лантош выиграли три чемпионских титула, кубок Венгрии и Кубок Митропы. В 1955 году как «Вёрёш Лобого» клуб сыграл в первом в истории розыгрыше Кубка европейских чемпионов. Лантош забил три гола, в том числе два с пенальти, и помог клубу добраться до четвертьфинала, где команда проиграла «Реймсу» с общим счётом 8:6.

## Международная карьера
В период с 1949 по 1956 год Лантош сыграл 52 матча и забил пять голов за сборную Венгрии. Он дебютировал на международной арене 10 июля 1949 года в матче с Польшей, его команда выиграла со счётом 8:2. В составе Золотой команды он помог Венгрии стать олимпийским чемпионом в 1952 году и выиграть Кубок Центральной Европы в 1953 году, где его команда дважды нанесла поражение Англии. 23 мая 1954 года он открыл счёт в матче с англичанами, а Венгрия победила со счётом 7:1. Затем он помог Венгрии дойти до финала чемпионата мира 1954 года. В финальном этапе чемпионата мира он сыграл все пять матчей Венгрии, забив гол в первом матче против Южной Кореи, которую Венгрия разгромила со счётом 9:0, и в четвертьфинальной встрече против сборной Бразилии.

## Смерть и память
Михай Лантош умер 31 декабря 1989 года. Он похоронен в Будапеште на новом общественном кладбище. В мае 2009 года в память о нём МТК назвал в его честь свой спортивный комплекс.

## Достижения
- Олимпийский чемпион: 1952
- Вице-чемпион мира: 1954
- Обладатель Кубка Центральной Европы: 1953
- Чемпион Венгрии: 1951, 1953, 1958
- Обладатель Кубка Венгрии: 1952
- Обладатель Кубка Митропы: 1955
- В декабре 1953 года награждён орденом Труда «за достижения в области футбола и ряд одержанных побед» и за победу над сборной Англии в выездной товарищеской игре[5].